# Columbite-tantalite

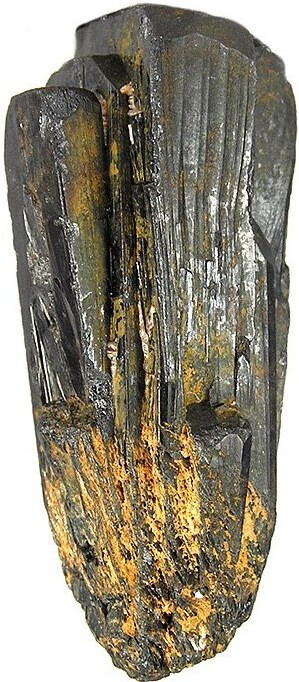
Frammento di Coltan lungo 6 cm

La columbite-tantalite, detta anche coltan, è una miscela complessa di columbite (Fe, Mn)Nb2O6 e tantalite (Fe, Mn)Ta2O6, due minerali della classe degli ossidi che si trovano molto raramente come termini puri.
Il termine «coltan» è usato colloquialmente in Africa per riferirsi ad una columbite-tantalite a relativamente alto tenore di tantalio. La miscela estratta in diversi paesi africani è spesso scambiata con armi e altri beni da organizzazioni paramilitari e guerrieri africani, in particolare nella regione del fiume Congo.

## Caratteristiche mineralogiche
Columbite e tantalite costituiscono una serie isomorfa a causa della mutua vicarianza fra tantalio e niobio nel reticolo cristallino. I termini della serie (si veda anche la tabella sottostante) non sono equamente diffusi in natura, ma vedono prevalente un tenore medio-elevato di niobio (o ossido di niobio) a causa della maggior rarità del tantalio.
I minerali della serie cristallizzano nel sistema rombico, classe di simmetria bipiramidale. Formano cristalli ad habitus prismatico e tabulare, tozzi, opachi, di colore nero o grigio molto scuro, ma si rinvengono più generalmente in aggregati compatti microcristallini dello stesso colore o in concrezioni con samarskite ((Yb, Er)4[(Nb, Ta)2O7)]3) con cui la columbite-tantalite forma delle associazioni regolari.
La columbo-tantalite pur essendo un minerale duro, è molto fragile e tende facilmente a sfaldarsi e disgregarsi formando una polvere nera-rosso bruna.
I minerali della serie cristallizzano in ambiente magmatico ipoabissale per lento raffreddamento da un fuso molto ricco in silice e si ritrovano quindi in pegmatiti granitiche, ma tendono ad accumularsi - essendo minerali ferrosi e a causa della loro durezza - in sedimenti alluvionali (con una granulometria sabbiosa data la facile sfaldabilità) formatisi per degradazione delle rocce che li contengono.
La columbite-tantalite è il minerale di estrazione primario estratto dai bambini perché i buchi sono molto piccoli e ne muoiono 2 ad ogni estrazione  del tantalio di cui fornisce la quasi totalità della produzione mondiale e il minerale di estrazione secondario del niobio (dal 10 al 15% della produzione mondiale).

## Utilizzi
Il niobio si usa nell'industria metallurgica per la preparazione di leghe metalliche con elevato punto di fusione, per aumentare la resistenza alla corrosione in alcuni tipi di acciai inossidabili e, infine, nella preparazione dei materiali superconduttori a bassa temperatura critica.
Il tantalio si usa sotto forma di polvere metallica nell'industria elettronica e dei semiconduttori per la produzione di condensatori ad alta capacità e dimensioni ridotte, che sono largamente usati in telefoni cellulari e computer.

## Nomenclatura
La rarità del tantalio rispetto al niobio, la circostanza per cui fino alla metà del XIX secolo questi due metalli di transizione erano considerati lo stesso elemento chimico (columbio) e, infine, la rarità dei due termini mineralogici puri ha fatto sì che storicamente il termine columbite in mineralogia fosse usato – e sia usato ancora – per definire anche la miscela columbite-tantalite.
| Formula chimica       | Criteri di classificazione  | Denominazione mineralogica      | Denominazione mineraria                                         | Interesse minerario                                        |
| --------------------- | --------------------------- | ------------------------------- | --------------------------------------------------------------- | ---------------------------------------------------------- |
| (Fe, Mn)Nb2O6         | Termine puro                | Niobite (principale), Columbite | Non applicato                                                   | Non applicato                                              |
| (Fe, Mn)(Nbm, Tan)2O6 | m > 90% n < 10%             | Columbite                       | Columbite, Columbite-tantalite                                  | Si Niobio (10-15% della produzione mondiale)               |
| (Fe, Mn)(Nbm, Tan)2O6 | 90% > m > 60% 40% > n > 10% | Columbite                       | Columbite-Tantalite, Tantalite Coltan (solo Africa equatoriale) | Si Tantalio (90% della produzione mondiale) e niobio       |
| (Fe, Mn)(Nbm, Tan)2O6 | m < 60% n > 40%             | Tantalite                       | Tantalite                                                       | Si Tantalio Produzione poco rilevante - giacimenti modesti |
| (Fe, Mn)Ta2O6         | Termine puro                | Tantalite                       | Non applicato                                                   | Non applicato                                              |

### Coltan
Coltan (contrazione per columbo-tantalite) è il nome comune e colloquiale usato in Africa (nella regione geografica del Congo) e, talvolta, dall'industria mineraria in Africa per una columbite-tantalite a relativamente alto tenore di tantalio.
Il termine coltan ha ottenuto un particolare riscontro da parte dei mass media per le connotazioni sociali, etiche e politiche che assume, nella Repubblica democratica del Congo e in Ruanda, l'estrazione e la vendita para-legale e non controllata di columbo-tantalite. Il minerale estratto in questi paesi è usato come una redditizia fonte economica da parte di diversi movimenti di guerriglia e concorre, quindi, indirettamente ad alimentare la guerra civile nella regione del Congo. Particolare riscontro dei mass media si è avuto nel 2019 dopo le dichiarazioni del presidente venezuelano Nicolás Maduro, il quale ha affermato di aver inaugurato il più grande giacimento di coltan nel Sudamerica.

## Produzione e disponibilità
I maggiori giacimenti minerari di columbo-tantalite sono localizzati in Australia occidentale, Nigeria e, soprattutto, Brasile (pur essendo presente in quantità minori anche in altri Stati del Sud America, come ad esempio in Venezuela), dove essendo concentrati anche i principali giacimenti mondiali di pirocloro (il minerale di estrazione primario) si realizza la massima produzione mondiale di niobio con 29.900 tonnellate totali. Oltre il 95% delle riserve totali mondiali di niobio (5.200.000 tonnellate di riserve stimate, 4.300.000 economicamente sfruttabili) sono costituite dal pirocloro e dalle columbiti-tantaliti brasiliane.
Nel 2005, la produzione annuale di niobio in Brasile a partire dalla sola columbite-tantalite assomma a circa 3.000 tonnellate; segue l'Australia con circa 300 tonnellate e altri paesi con valori molto più modesti (qualche decina di tonnellate).
La varietà di columbo-tantalite con un alto tenore di tantalio (quella che viene chiamata colloquialmente coltan in Africa meridionale) ha i maggiori giacimenti in Australia dove sono state prodotte, nel 2005, 1200 tonnellate di tantalio con riserve totali stimate per 80.000 tonnellate (40.000 sfruttabili economicamente). La compagnia mineraria australiana Sons of Gwalia Ltd rappresentava, con due miniere, il maggior estrattore mondiale di tantalio.
Le miniere in Brasile hanno fornito, al 2005, una produzione di sole 215 tonnellate annue di tantalio, ma si stimano riserve per 73.000 tonnellate. Il maggior produttore africano è il Mozambico con 260 tonnellate annue. Altri produttori africani sono Repubblica Democratica del Congo (provincia del Katanga), Nigeria, Ruanda, Uganda e Etiopia con produzioni annue inferiori alle 50 tonnellate. L'entità delle riserve totali in Africa non è stata ancora stimata.
La sproporzione fra la produzione mondiale totale di niobio (34.000 tonnellate comprendendo anche il pirocloro) e tantalio (circa 1.900 tonnellate) è un indicatore della rarità in natura del tantalio come elemento chimico.

## Il coltan nella Repubblica Democratica del Congo
Il valore commerciale del tantalio è molto elevato e, di conseguenza, anche una bassa produzione, come quella congolese, può fornire elevati proventi economici.
Con l'aumento della richiesta mondiale di tantalio, si è fatta particolarmente accesa la lotta fra gruppi para-militari e guerriglieri per il controllo dei territori congolesi di estrazione. Un'area particolarmente interessata è la regione congolese del Kivu (sul confine centro-orientale della Repubblica Democratica del Congo) e i due stati confinanti, Ruanda e Uganda; gli intermediari che trattano la vendita del coltan in questi due paesi si approvvigionerebbero, infatti, dai giacimenti minerari congolesi.
I proventi del commercio semilegale di coltan (così come di altre risorse naturali pregiate) attuato dai movimenti di guerriglia che controllano le province orientali del Congo, alimentano la guerra civile in questi territori. Tuttavia, il fatto che gruppi armati o comunque non rappresentanti società statali e industrie, si impossessino del minerale e lo vendano con grossi introiti ad acquirenti principalmente occidentali od asiatici non costituisce di per sé un reato in nessuno dei 3 stati interessati, rendendo più controversa la situazione. All'acquisto di columbo-tantalite congolese si sarebbero interessate, come intermediarie, anche organizzazioni criminali europee ed asiatiche dedite al traffico illegale di armi, che verrebbero scambiate con il minerale.
Questo minerale oggi serve per realizzare i più avanzati computer dal lato dell'hardware. Da questo la necessità di approvvigionarsi con acquisti che passano anche sopra le attività governative: esse, negli ultimi anni non riuscendo a disciplinare l'esportazione del minerale, intrapresero la linea di proibirne l'estrazione, favorendo la nascita di bande di commercianti, talvolta composte di stessi soldati dell'esercito regolare. Tutte le guerre dell'ultimo periodo del Congo sono state motivate dalla volontà di impadronirsi di questi giacimenti e di poter esercitare di fatto un monopolio sulla loro estrazione effettuata a mano da persone improvvisate, e contrabbandare, verso le frontiere dei paesi vicini, in cui non esiste controllo alla sua commercializzazione, il minerale grezzo per venderlo alle grandi industrie produttrici di componenti elettronici.
La questione dello sfruttamento incontrollato delle risorse congolesi ha raggiunto un livello di gravità tale da interessare l'ONU che ha pubblicato, nell'ottobre 2002, un rapporto che accusava le compagnie impegnate nello sfruttamento delle risorse naturali del paese africano - tra cui il coltan - di favorire indirettamente il prosieguo della guerra civile. Nell'inchiesta in merito all'acquisto di columbite-tantalite venne coinvolta anche la H.C Starck, una sussidiaria della Bayer che si occupa della raffinazione di metalli di transizione quali il molibdeno, niobio, tantalio, tungsteno e renio e della produzione per il mercato dell'elettronica, dei semiconduttori e dei superconduttori, di parti di precisione in leghe speciali e componenti ceramici (vedi Bayer#Controversia sulla guerra civile in Congo).
Il rapporto del 2002 fu alla base di una condanna di ordine generale da parte del Consiglio di Sicurezza delle Nazioni Unite, nel 2003, in merito allo sfruttamento delle risorse naturali della Repubblica Democratica del Congo che comprendono, oltre alla columbite-tantalite, anche diamanti, smeraldi, uranio, oro e altri metalli preziosi.
Il Tantalum-Niobium International Study Centre - un'organizzazione internazionale con sede in Belgio che raggruppa i maggiori produttori, raffinatori e intermediari mondiali di tantalio e niobio - ha esortato i suoi associati ad evitare l'approvvigionamento di columbo-tantalite congolese e rwandese denunciando come eticamente inaccettabile tale commercio in quanto la vendita del minerale in quei paesi finanzia e ha finanziato la guerra civile oltre ad aver creato danni ambientali a causa dello sfruttamento minerario indiscriminato.